# Госткіно
Госткіно (рос. Госткино) — присілок у Лузькому районі Ленінградської області Російської Федерації.
Населення становить 45 осіб. Належить до муніципального утворення Скребловське сільське поселення.

## Історія
Згідно із законом від 28 вересня 2004 року № 65-оз належить до муніципального утворення Скребловське сільське поселення.

## Населення
| 1862 | 1958 | 1997 | 2007 | 2010 |
| ---- | ---- | ---- | ---- | ---- |
| 187  | ↘181 | ↘76  | ↘69  | ↘45  |